# 九龍巴士272K線
九龍巴士272K線是香港一條來往大學站及香港科學園的日間循環巴士路線，祇於平日繁忙時間提供服務。
九龍巴士272A線是香港一條來往大學站及白石角的日間循環巴士路線。根據政府憲報路線表令，272A線為272K線的輔助線，除了加強對香港科學園的服務外，主要是應付白石角新建住宅區的交通需求。

## 歷史
- 2002年5月27日起：投入服務，以配合香港科學園首期落成，以方便前往科學園的九廣東鐵（現稱港鐵東鐵綫）轉乘客[4]。

- 2013年3月24日：配合白石角私人屋苑天賦海灣即將落成入伙，九巴開辦272A線，新設的白石角總站位於天賦海灣第二期「溋玥‧天賦海灣」旁[5][6]。

- 2015年9月5日：增設到站時間預報。[7]

- 2018年8月18日：此路線到達科學園後，再改為沿科技大道西前往科學園第三期，並經科研路、創新路返回大學站，加停「科學園第三期」及「科學園第一期」兩站[8]。

- 2019年11月20日至2019年12月20日：因反修例集會蔓延至中文大學，大學站受到嚴重破壞，272A及272K線須暫停服務，直至大學站修復完畢。有見及此，九巴開辦臨時路線82D線，彌補272A及272K停駛帶來的影響。

- 2020年6月29日：272A線延長服務時間至06:00-23:30[9]。

- 2020年11月30日：
  - 272A、272K線來回增加馬料水公眾碼頭分站。[10]
  - 272A線往大學站方向增加創新路分站。[11]
  - 272A線延長尾班車至00:00並加密平日早上班次。[12]

- 2020年12月21日：272K線削減平日晚間、星期六、日及公眾假期之班次。

- 2022年11月13日：272K線取消大學站直達香港科學園之晨早特別班次並削減班次。

- 2023年7月17日：272A線增設特別班次，於每日05:20及05:45由白石角開往大學站，以及於每日00:30由大學站開往逸瓏灣。

- 2024年3月9日：272A線到達科進路近逸瓏灣後繞經博研路，並於博研路Silicon Hill對面加設中途站；每日00:30由大學站開出之班次延長至博研路。[13]
- 2025年1月19日：[14][15]
  - 272K線改為只於星期一至六繁忙時間服務。
  - 272A線於星期一至六非繁忙時間及星期日及公眾假期全日繞經香港科學園並增加科技大道西分站，以及提供大學站至科研路/香港科學園之雙向分段收費。
  - 272A線增設每日01:00由大學站開往逸瓏灣之特別班次，並調整每日00:30之特別班次至00:40。

## 服務時間及班次
272K
| 大學站開   | 大學站開    | 大學站開     |
| 日期       | 服務時間    | 班次（分鐘） |
| ---------- | ----------- | ------------ |
| 星期一至五 | 06:30-07:30 | 15           |
| 星期一至五 | 07:30-08:00 | 10           |
| 星期一至五 | 08:00-08:28 | 7            |
| 星期一至五 | 08:28-08:48 | 4            |
| 星期一至五 | 08:48-09:08 | 5            |
| 星期一至五 | 09:08-09:50 | 7            |
| 星期一至五 | 16:55-17:25 | 10           |
| 星期一至五 | 17:25-18:28 | 7            |
| 星期一至五 | 18:28-18:52 | 8            |
| 星期六     | 06:30-07:30 | 15           |
| 星期六     | 07:30-09:30 | 12           |
| 星期六     | 09:30-09:50 | 20           |
| 星期六     | 17:00-17:30 | 15           |
| 星期六     | 17:30-18:50 | 20           |

272K線星期日及公眾假期不設服務
272A
| 大學站開         | 大學站開    | 大學站開     |
| 日期             | 服務時間    | 班次（分鐘） |
| ---------------- | ----------- | ------------ |
| 星期一至五       | 06:00-07:00 | 15           |
| 星期一至五       | 07:00-08:20 | 8            |
| 星期一至五       | 08:20-09:00 | 10           |
| 星期一至五       | 09:00-09:45 | 15           |
| 星期一至五       | 10:00-10:30 | 10           |
| 星期一至五       | 10:30-16:45 | 15           |
| 星期一至五       | 17:00-18:45 | 15           |
| 星期一至五       | 19:00-20:00 | 12           |
| 星期一至五       | 20:00-23:00 | 15           |
| 星期一至五       | 23:00-00:00 | 20           |
| 星期六           | 06:00-07:00 | 20           |
| 星期六           | 07:00-09:45 | 15           |
| 星期六           | 10:00-16:45 | 15           |
| 星期六           | 17:00-18:45 | 15           |
| 星期六           | 19:00-23:00 | 15           |
| 星期六           | 23:00-00:20 | 20           |
| 星期日及公眾假期 | 06:00-09:00 | 20           |
| 星期日及公眾假期 | 09:00-23:00 | 15           |
| 星期日及公眾假期 | 23:00-00:20 | 20           |

- 藍字班次不經科技大道西。

272A特別班次
- 白石角開往大學站
  - 每天：05:20、05:45

- 大學站開往博研路
  - 每天：00:40、01:00

## 收費
全程：$4.6（272K）／$5.1（272A）
- 大學站往香港科學園第三期／科研路或之前：$4.6（只適用於272A）
- 科研路往大學站：$4.6（只適用於272A）

| - 本線設有12歲以下小童及65歲或以上長者半價優惠。 - 65歲或以上香港居民使用「樂悠咭」，以及12歲以下合資格殘疾兒童使用「殘疾人士身份」個人八達通繳付車資，均可享有每程$2.0或半價（以較低者為準）的票價優惠；12至64歲合資格殘疾人士使用「殘疾人士身份」個人八達通（包括「樂悠咭」），以及60至64歲香港居民使用「樂悠咭」繳付車資，均可享有每程$2.0或全費（以較低者為準）的票價優惠。 - 65歲或以上長者如使用長者或一般個人八達通繳付車資，則只可享有半價優惠；12至64歲合資格殘疾人士如不使用「殘疾人士身份」個人八達通，以及60至64歲人士如不使用「樂悠咭」繳付車資，必須繳付全費。 - 乘客可以現金或八達通於上車時付款，不設找續。 - 每位成人乘客可免費攜帶最多兩名4歲以下而不佔座位的兒童乘客乘車，超額之4歲以下小童必須繳付小童車費乘車。 - 持有「九巴月票」之乘客在車票有效期內，每日可享最多10程任何九龍巴士及龍運巴士路線（包括本路線，以及聯營路線的九龍巴士／龍運巴士提供的班次；惟乘搭機場「A」及「NA」線則可享原價二七折優惠（不會計算每天10次合資格車程））；而B1線則每日可享最多各2程（不會計算每天10次合資格車程）。 - 九龍巴士、城巴、龍運巴士及陽光巴士全職員工及家屬（不包括外判職員）可免費乘搭本路線，惟必須拍職員或職員家屬八達通。 - 乘客亦可透過多元化電子支付系統（e度嘟）繳付車資，包括使用非接觸式VISA卡、JCB卡、萬事達卡、銀聯卡、美國運通、大來國際、Discover Card、Apple Pay、Google Pay、Samsung Pay、AlipayHK「易乘碼」、支付寶、WeChatHK／微信支付「搭車碼」、銀聯雲閃付「乘車碼」及BOC Pay「乘車碼」。乘客使用此付款方式，使用此支付方式的乘客可享有中途下車之分段收費，以及與其他九巴／龍運獨營路線或聯營線九巴／龍運班次之轉乘優惠，惟不適用於與非九巴／龍運路線之轉乘優惠，亦不能享有「公共交通費用補貼計劃」及「長者及合資格殘疾人士公共交通票價優惠計劃」。 |

## 使用車輛
現時272A/272K線使用5輛富豪B9TL 12米 （AVBWU)及亞歷山大丹尼士 12米 (ATENU)，[[均屬沙田車廠及大埔車廠。
| 車隊編號 | 車牌   | 屬廠     |
| -------- | ------ | -------- |
| AVBWU23  | PJ6380 | 沙田車廠 |
| AVBWU112 | PW4287 | 大埔車廠 |
| AVBWU156 | PX9358 | 沙田車廠 |
| AVBWU201 | PZ8949 | 沙田廠   |
| AVBWU221 | RD9700 | 沙田車廠 |
| ATENU85  | SF3707 | 沙田車廠 |
| ATENU109 | SF9022 | 沙田車廠 |
| ATENU251 | SN8628 | 沙田車廠 |
| ATENU295 | ST5652 | 大埔車廠 |

## 行車路線

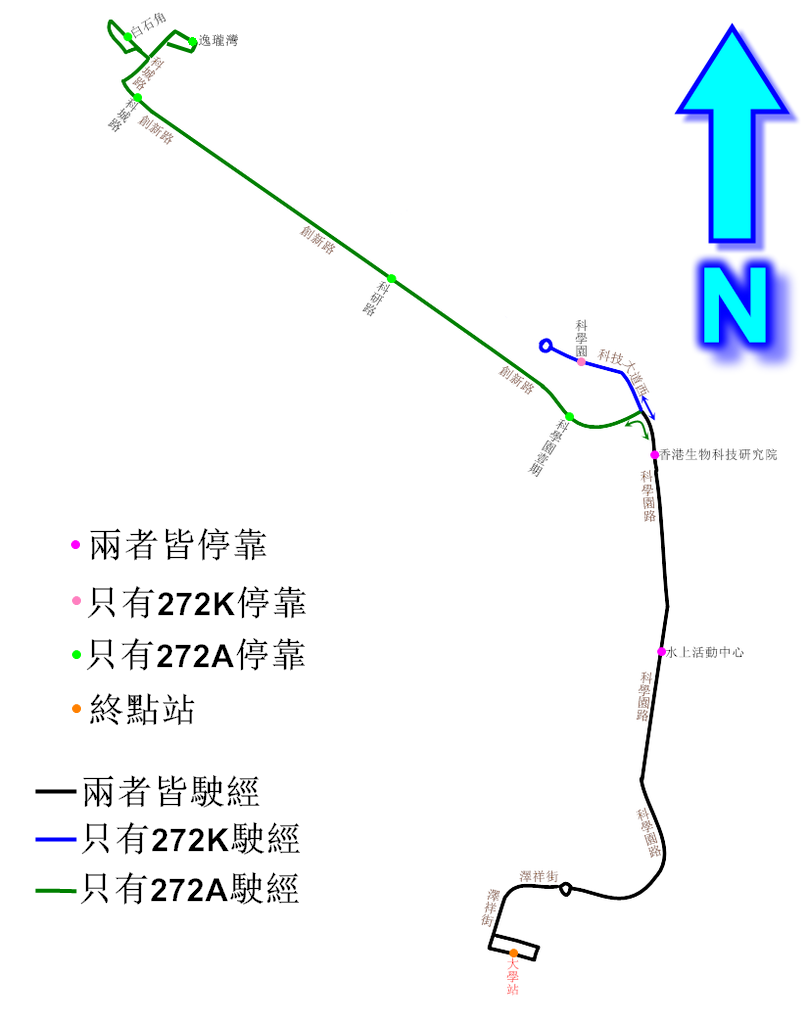
272K線與272A線的走線圖，當中藍線表示只有272K駛經

經：澤祥街、瑞祥街、科學園路、（科技大道西、科研路）、創新路、科城路、白石角（科城路）公共運輸交匯處、科城路、科進路、博研路（南行）、迴旋處、博研路（北行）、科進路、科城路、創新路、科學園路、瑞祥街及澤祥街。
- 272A不經科技大道西的班次不經括號內之路段。
- 272K不經有斜體字之路段。

按區議會地區分界，272K線服務的目的地香港科學園屬沙田區範圍，即本路線實際上是沙田區內巴士路線，但九巴卻將之列作大埔區範圍，故此巴士編號是大埔區的7字頭，不過卻是由沙田車廠派車。
按區議會地區分界，272A線服務的目的地白石角屬大埔區範圍，即本路線是屬跨區路線，是全港巴士路線中路程第二短的跨區路線（最短是36M線）。

### 沿線車站
| 大學站開 | 大學站開           | 大學站開                       |
| 序號     | 車站名稱           | 位置                           |
| -------- | ------------------ | ------------------------------ |
| 1        | 大學站巴士總站     | 馬料水公共運輸交匯處           |
| 2        | 馬料水公眾碼頭     | 科學園路                       |
| 3        | 水上活動中心       | 科學園路                       |
| 4        | 香港生物科技研究院 | 科學園路                       |
| 5*       | 香港科學園         | 科技大道西                     |
| 6*       | 香港科學園第三期   | 科技大道西                     |
| ^        | 科學園（第一期）   | 創新路                         |
| ^        | 科研路             | 創新路                         |
| 7#       | 雲匯               | 創新路                         |
| 8#       | 白石角             | 白石角（科城路）公共運輸交匯處 |
| 9#       | 逸瓏灣             | 科進路                         |
| 10#      | 博研路             | 博研路                         |
| 11#      | 雲匯               | 創新路                         |
| 12#      | 創新路             | 創新路                         |
| 13#      | 科研路             | 創新路                         |
| 14       | 科學園（第一期）   | 創新路                         |
| 15       | 香港生物科技研究院 | 科學園路                       |
| 16       | 水上活動中心       | 科學園路                       |
| 17       | 馬料水公眾碼頭     | 科學園路                       |
| 18       | 大學站巴士總站     | 馬料水公共運輸交匯處           |

註：
1. 272A線不經科技大道西的班次不停有 * 號之車站，改停有 ^ 號之車站。
2. 272K線不經有#號之車站。

## 外部連結
- 九巴272K線—九龍巴士 （页面存档备份，存于）